# Nocticanace taprobane
Nocticanace taprobane är en tvåvingeart som beskrevs av Wayne N. Mathis 1982. Nocticanace taprobane ingår i släktet Nocticanace och familjen Canacidae.
Artens utbredningsområde är Sri Lanka. Inga underarter finns listade i Catalogue of Life.